# Hazel Dawn
Pour les articles homonymes, voir Dawn.
Hazel Dawn (née à Ogden, Utah le 23 mars 1891, et morte à New York le 28 août 1988) est une actrice américaine du cinéma muet.

## Filmographie partielle
- 1915 : The Fatal Card de James Kirkwood : Margaret Marrable
- 1915 : The Masqueraders de James Kirkwood : Dulcie Larendie
- 1916 : My Lady Incog de Sidney Olcott : Nell Carroll
- 1916 : The Saleslady de Frederick A. Thomson : Helen
- 1916 : The Feud Girl de Frederic Thompson : Nell Haddon
- 1917 : La Cigarette révélatrice (The Lone Wolf) de Herbert Brenon : Lucy Shannon
- 1920 : Devotion de Burton George : Ruth Wayne